# A Rhyme
A Rhyme – wiersz angielskiego poety Algernona Charlesa Swinburne’a, opublikowany w tomiku Poems and Ballads. Third Series, wydanym w Londynie w 1889 roku przez spółkę wydawniczą Chatto & Windus. Jest jednym z przykładów inspiracji poety liryką dziecięcą (nursery rhymes). Składa się ze strof czterowersowych rymowanych abab.
Babe, if rhyme be none
For that sweet small word
Babe, the sweetest one
Ever heard,
Right it is and meet
Rhyme should keep not true
Time with such a sweet
Thing as you.
Meet it is that rhyme
Should not gain such grace:
What is April's prime
To your face?
Zobacz też: Baby-Bird.